# Bazylika katedralna Matki Bożej Królowej Świata w Montrealu
Bazylika katedralna Matki Bożej Królowej Świata w Montrealu (fr. Basilique-cathédrale Marie-Reine-du-Monde de Montréal; (pełna nazwa: Basilique-Cathédrale Marie-Reine-du-Monde et Saint-Jacques-le-Majeur de Montréal) – Bazylika katedralna Matki Bożej Królowej Świata i św. Jakuba Większego w Montrealu) – kościół rzymskokatolicki, położony w Montrealu w dzielnicy Ville-Marie przy 1085 rue de la Cathédrale. Zbudowana w latach 1870–1894 na wzór bazyliki św. Piotra. Pełni rolę katedry archidiecezji montrealskiej. 21 listopada 1999 wpisana na listę National Historic Sites of Canada/Lieux historiques nationaux du Canada jako narodowy pomnik historyczny (National Historic Site of Canada).

## Historia
Obecna katedra jest szóstą z kolei katedrą diecezji montrealskiej. Pierwszą była Bazylika Notre-Dame (1821–1822), drugą – kaplica l'Hôtel-Dieu (1822–1825), trzecią – kościół przy zbiegu ulic Sainte-Catherine i Saint-Denis (1825–1852), który spłonął w pożarze miasta 9 lipca 1852, czwartą – kaplica l'Asile de la Providence (1852–1855) i piątą – kaplica na wzgórzu Saint-Joseph (1855–1894). Inicjatorem budowy obecnej, szóstej katedry był biskup Montrealu, Ignace Bourget. W celu sporządzenia planów katedry wysłał on do Rzymu architektów Victora Bourgeau (w 1857) i Josepha Michauda (w 1858); mieli oni na miejscu przestudiować założenia architektoniczne bazyliki św. Piotra.
Kamień węgielny pod budowę katedry położono 28 sierpnia 1870. Z powodu kłopotów finansowych prace budowlane posuwały się wolno, a w 1878 zostały przerwane. Katedra była budowana w czasach, gdy rewolucyjno-liberalne idee zderzyły się z kościelnym konserwatyzmem. Biskup Bourget był zwolennikiem i propagatorem ultramontanizmu. Chciał on, aby projekt świątyni stanowił wyraz dominacji Kościoła nad sferami społecznymi i rządowymi. W 1876 biskup Bourget ustąpił ze stanowiska; zastąpił go biskup Édouard-Charles Fabre. W 1885 wznowiono prace budowlane, które zakończyły się w 1894. 25 marca 1894, w święto Wielkanocy biskup Fabre dokonał konsekracji katedry. Prace wykończeniowe trwały do roku 1900; zbudowano wówczas baldachim pod kopułą. W 1903 w katedrze zbudowano pomnik-mauzoleum biskupa Bourgeta. 30 kwietnia 1904 biskup Paul Bruchési erygował parafię katedralną, która objęła części parafii Notre- Dame i św. Józefa. W 1919 na prośbę biskupa Paula Bruchési papież Benedykt XV nadal katedrze tytuł bazyliki mniejszej.
W latach 1955–1955 katedra przeszła szereg ważnych zmian; m.in. na prośbę arcybiskupa Paula-Émile'a Légera papież Pius XII nadał katedrze wezwanie Matki Bożej Królowej Świata (fr. Marie-Reine-du-Monde). 20 sierpnia 1951 katedrę odwiedził Giovanni-Battista Montini, przyszły papież Paweł VI. 31 sierpnia 1969 jej progi przekroczył kardynał Karol Wojtyła; powrócił tu raz jeszcze, już jako papież Jan Paweł II, 10 września 1984 podczas swej 23 podróży apostolskiej.

## Architektura

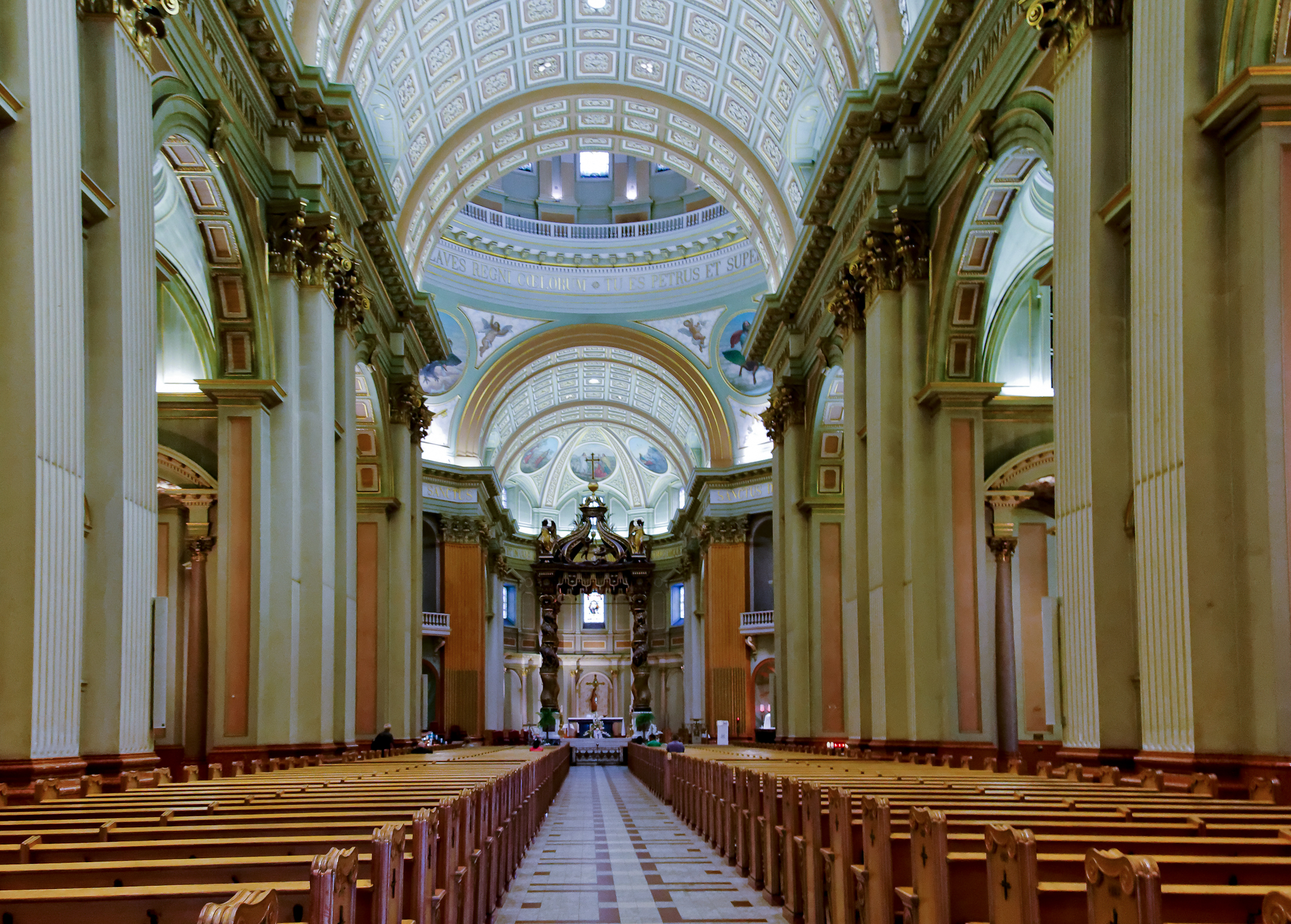
Wnętrze katedry

Bazylika katedralna Matki Bożej Królowej Świata to imponujący budynek zbudowany w drugiej połowie XIX w. w stylu neobarok owym na planie krzyża łacińskiego, liczący prawie 4 700 m² powierzchni. Za wzór architektoniczny posłużyła, w zmniejszonej skali, bazylika św. Piotra na Watykanie, najbardziej znaczący symbol katolicyzmu. Neobarokowy styl katedry stanowił zerwanie ze stylem neogotyckim panującym w tamtym okresie w architekturze protestanckich i katolickich kościołów Montrealu. Mury katedry zbudowano z wapienia. Nawa została nakryta dwuspadowym, miedzianym dachem. Fasada świątyni jest zwieńczona 13 posągami, a skrzyżowanie naw i transeptu – monumentalną kopułą, mającą prawie 77 m wysokości. Obecnie katedra, otoczona przez dwa obszary zieleni, Place du Canada i Square Dorchester, sąsiaduje z tak renomowanymi budynkami miasta, jak wieżowiec Sun Life, hotel Le Reine Elizabeth i główny dworzec kolejowy Gare centrale de Montréal.

## Wyposażenie
Dekoracje wnętrza katedry zostały wykonane w stylu neobarokowym; dotyczy to takich elementów wyposażenia, jak kolumny, słupki balustrad schodowych, kapitele kolumn w porządku korynckim, gzymsy, rzeźby i obrazy.